# Накельно (Західнопоморське воєводство)
Накельно (пол. Nakielno, нім. Klein Nakel) — село в Польщі, у гміні Валч Валецького повіту Західнопоморського воєводства.
Населення — 319 осіб (2011).
У 1975-1998 роках село належало до Пільського воєводства.

## Демографія
Демографічна структура станом на 31 березня 2011 року:
|          | Загалом | Допрацездатний вік | Працездатний вік | Постпрацездатний вік |
| -------- | ------- | ------------------ | ---------------- | -------------------- |
| Чоловіки | 172     | 46                 | 111              | 15                   |
| Жінки    | 147     | 31                 | 84               | 32                   |
| Разом    | 319     | 77                 | 195              | 47                   |